# Orden des heiligen Karl
Der Orden des heiligen Karl wurde am 15. März 1858 durch Fürst Karl III. von Monaco gestiftet und soll Dienste belohnen, die dem Fürsten und dem Staat geleistet werden. Auch Ausländer können damit ausgezeichnet werden.

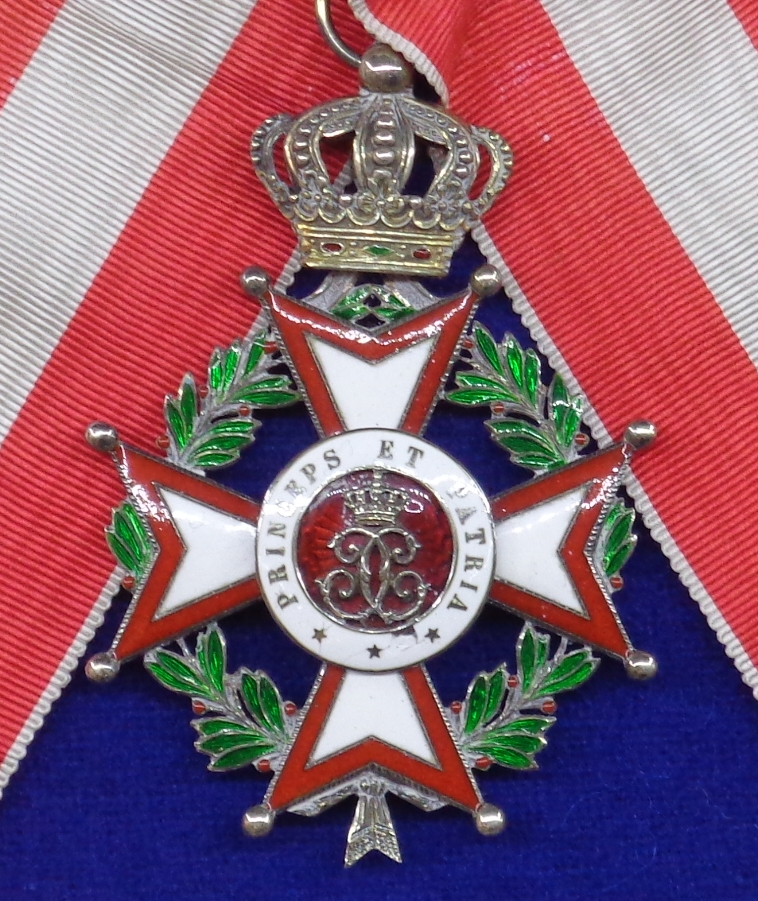
Großkreuz

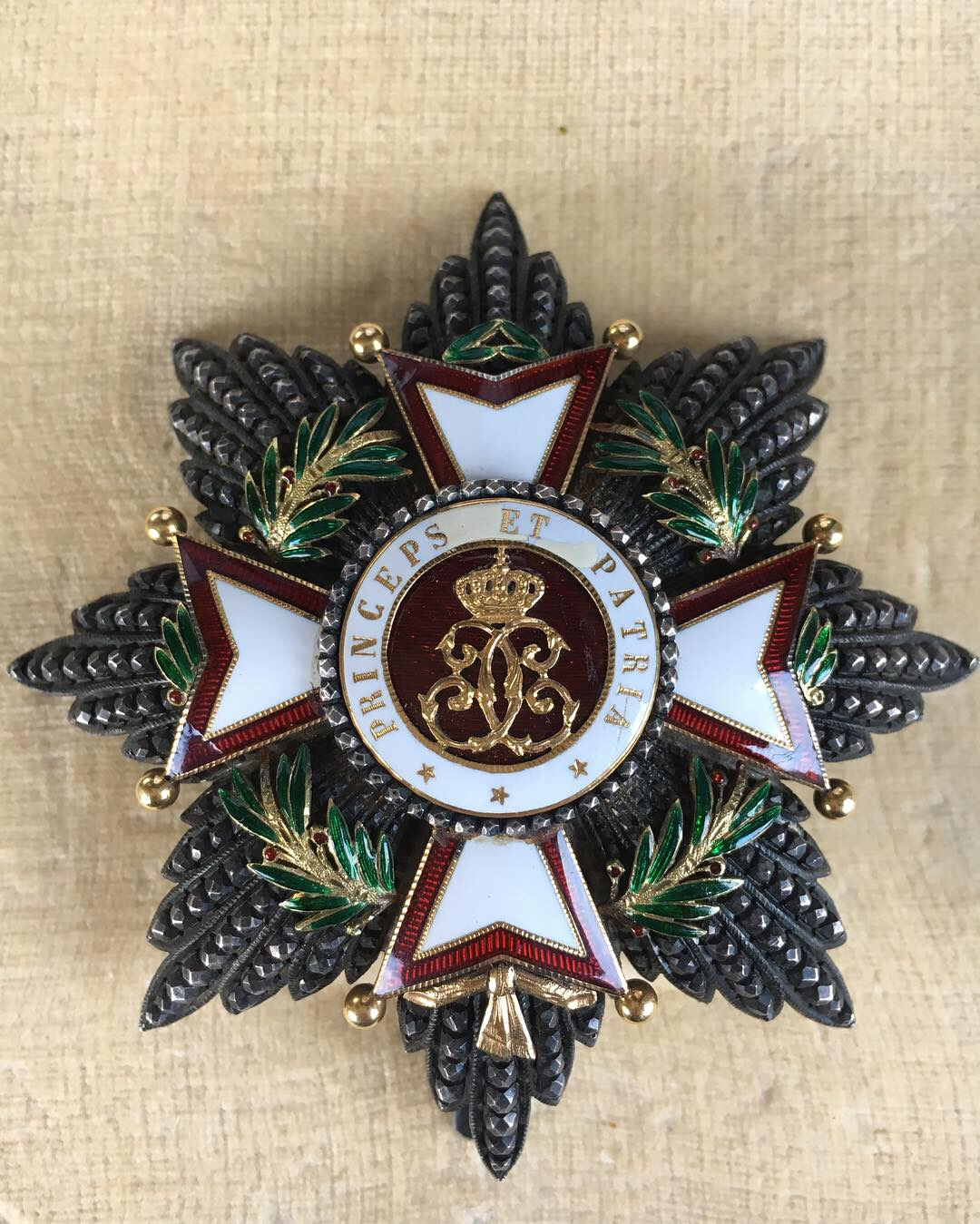
Stern des Großkreuzes

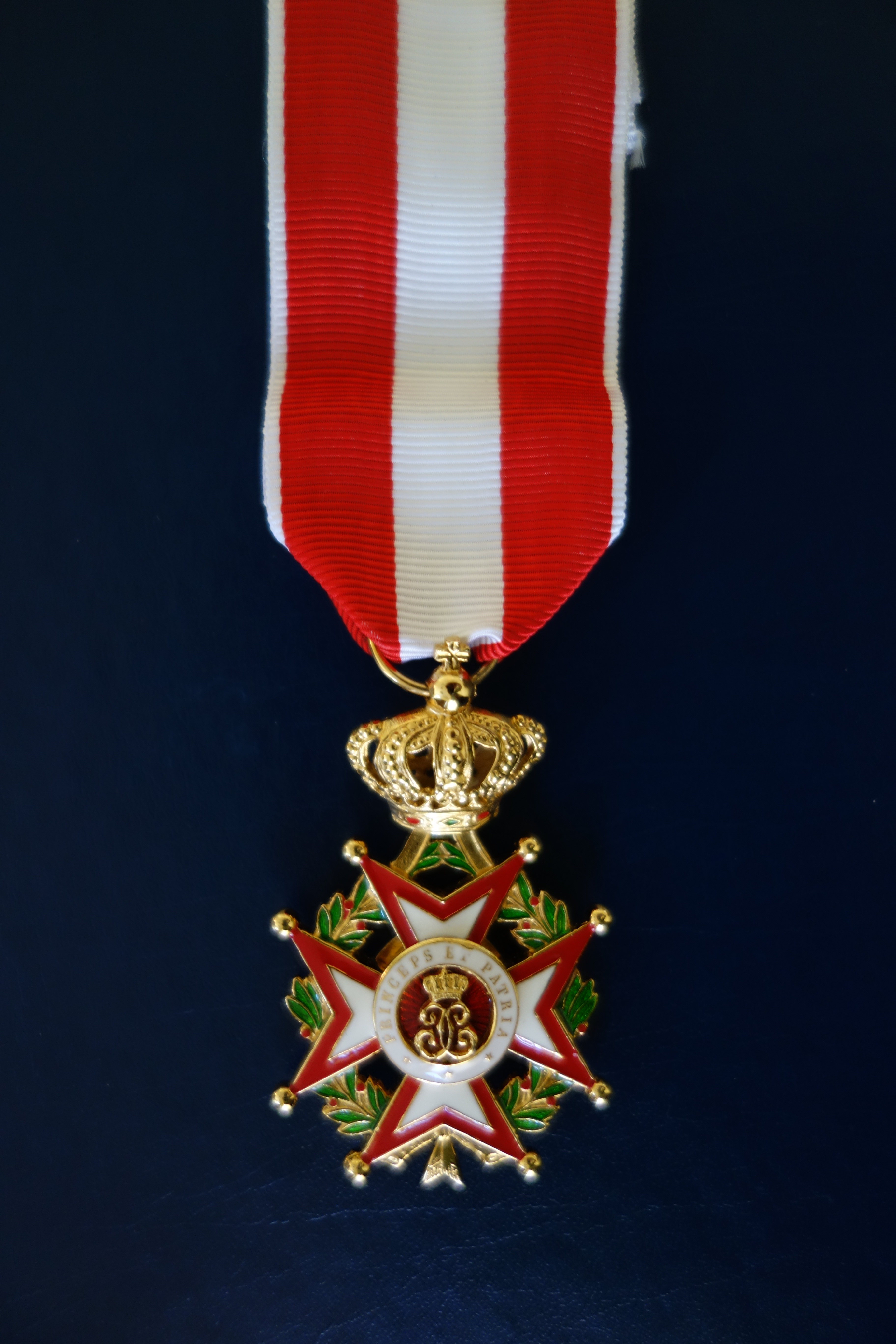
Ritterkreuz

Collane des Ordens

## Ordensklassen
Der Orden wird in fünf Klassen verliehen
- Großkreuz
- Großoffizier
- Kommandeur
- Offizier
- Ritter

## Ordensdekoration
Die Ordensdekoration besteht aus einem weißemaillierten Malteserkreuz mit goldgeränderter roter Einfassung und goldenen Kugeln auf den acht Spitzen. Das Medaillon enthält auf rotem Grund ein goldenes CC unter der Krone und ist von einem goldgeränderten weißen Reif umgeben, der die Inschrift Princeps et Patria (Fürst und Vaterland) enthält.
Auf der Rückseite zeigt das Medaillon das fürstliche Wappen, das von der Inschrift Deo juvante (Mit Gottes Hilfe) umgeben ist. In den Winkeln erscheint ein goldener Lorbeerkranz mit grünen Blättern und roten Früchten. Über dem Kreuz befindet sich eine goldene Krone.

## Trageweise und Ordensband
Das Großkreuz wird mit einer Schärpe von der rechten Schulter zur linken Hüfte sowie einem achtstrahligen Bruststern, auf dem das Ordenszeichen aufliegt, getragen. Großoffiziere und Kommandeure tragen die Auszeichnung als Halsorden, Großoffiziere zusätzlich mit einem sechsstrahligen Bruststern. Offizier und Ritter dekorieren das Ordenszeichen am Band auf der linken Brustseite, wobei auf dem Offiziersband noch eine Rosette angebracht ist.
In Sonderfällen kann das Großkreuz auch mit einer Collane zur Verleihung kommen.
Das Band ist weiß mit breiten roten Randstreifen.